# Зільбергаузен
Зільбергаузен (нім. Silberhausen) — громада в Німеччині, розташована в землі Тюрингія. Входить до складу району Айхсфельд. Складова частина об'єднання громад Дінгельштедт.
Площа — 10,31 км2. Населення становить Невірний параметр metadata 16 061 087 ос. (станом на 31 грудня 2021).

## Галерея

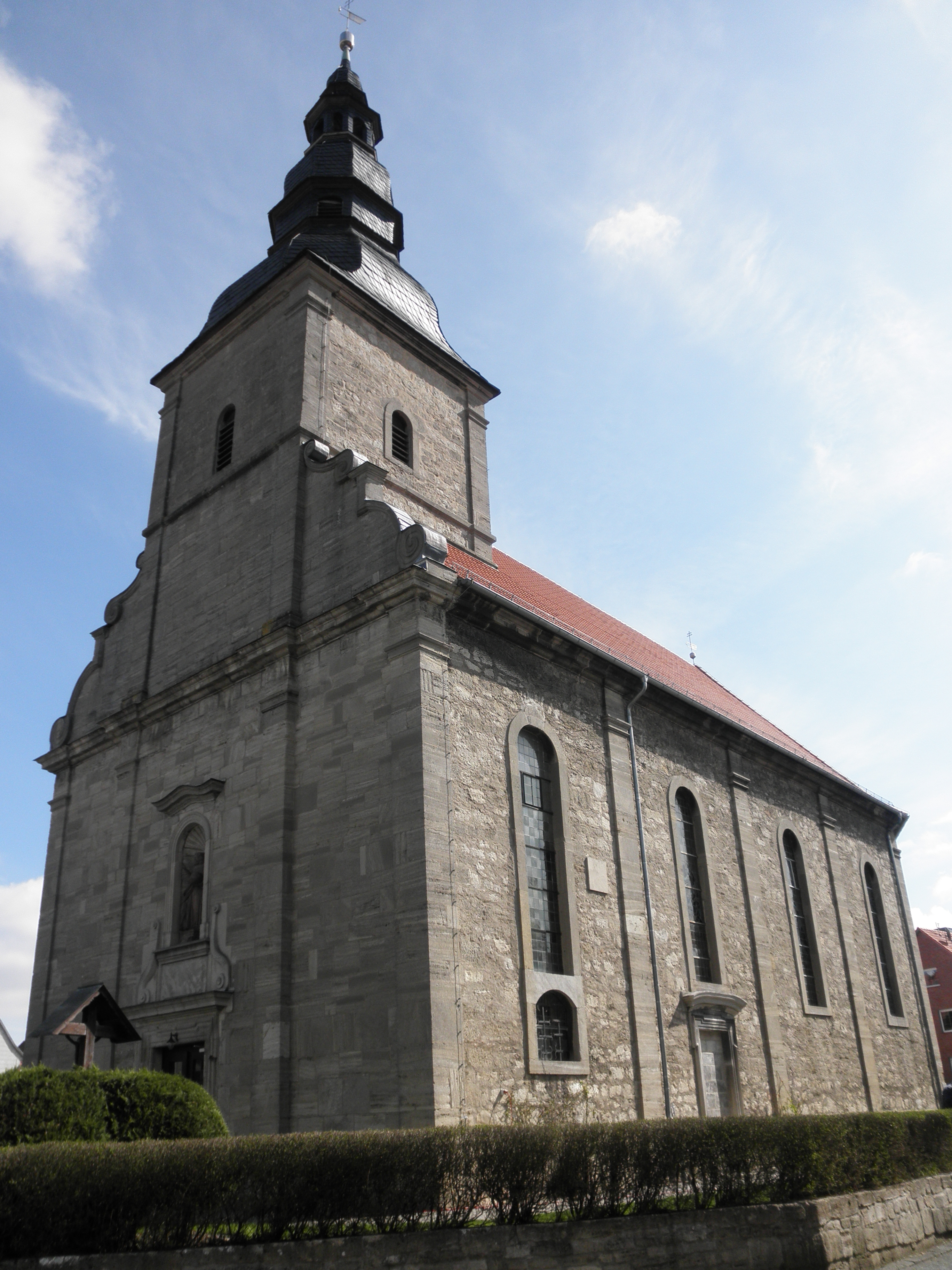
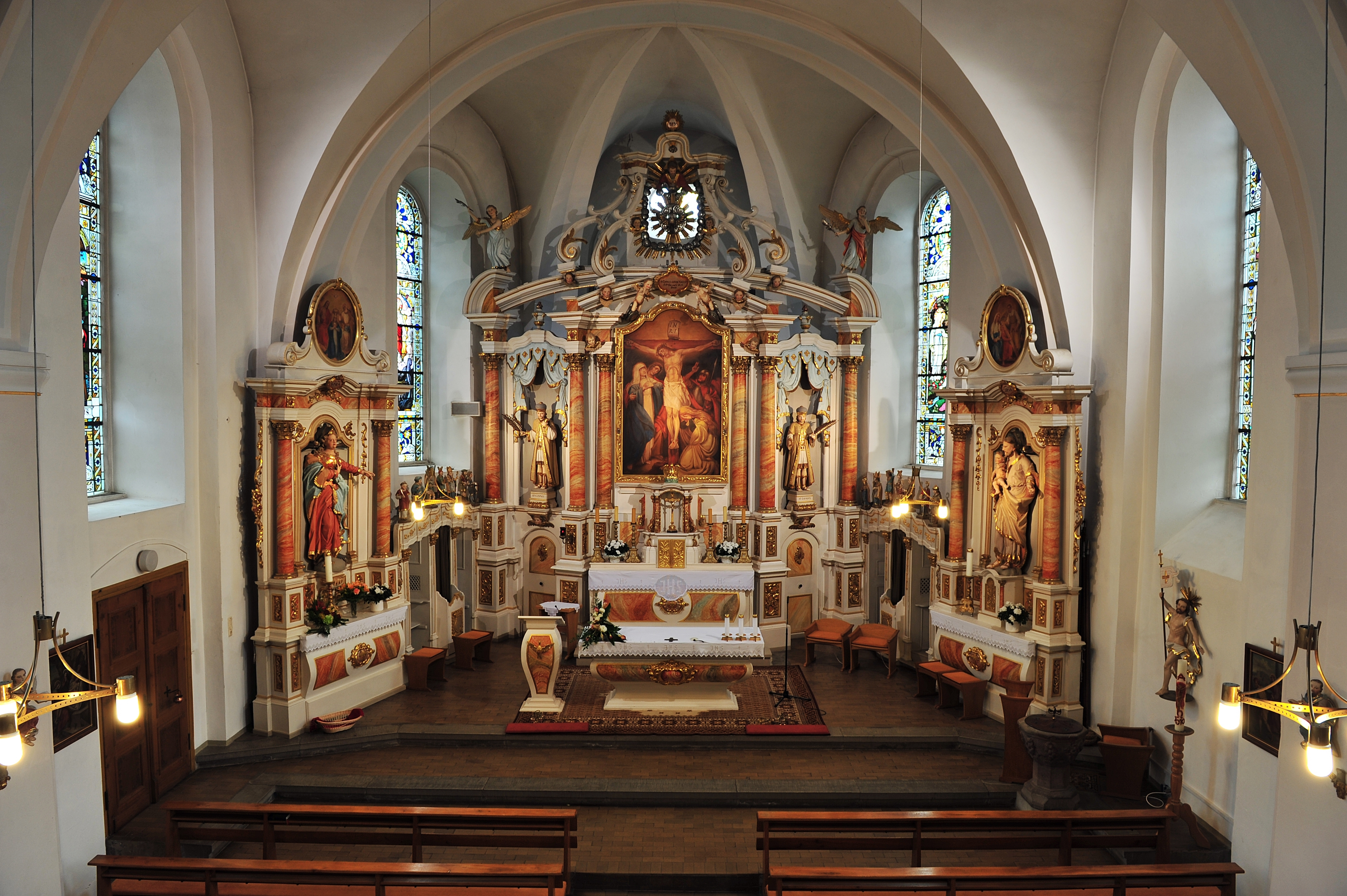
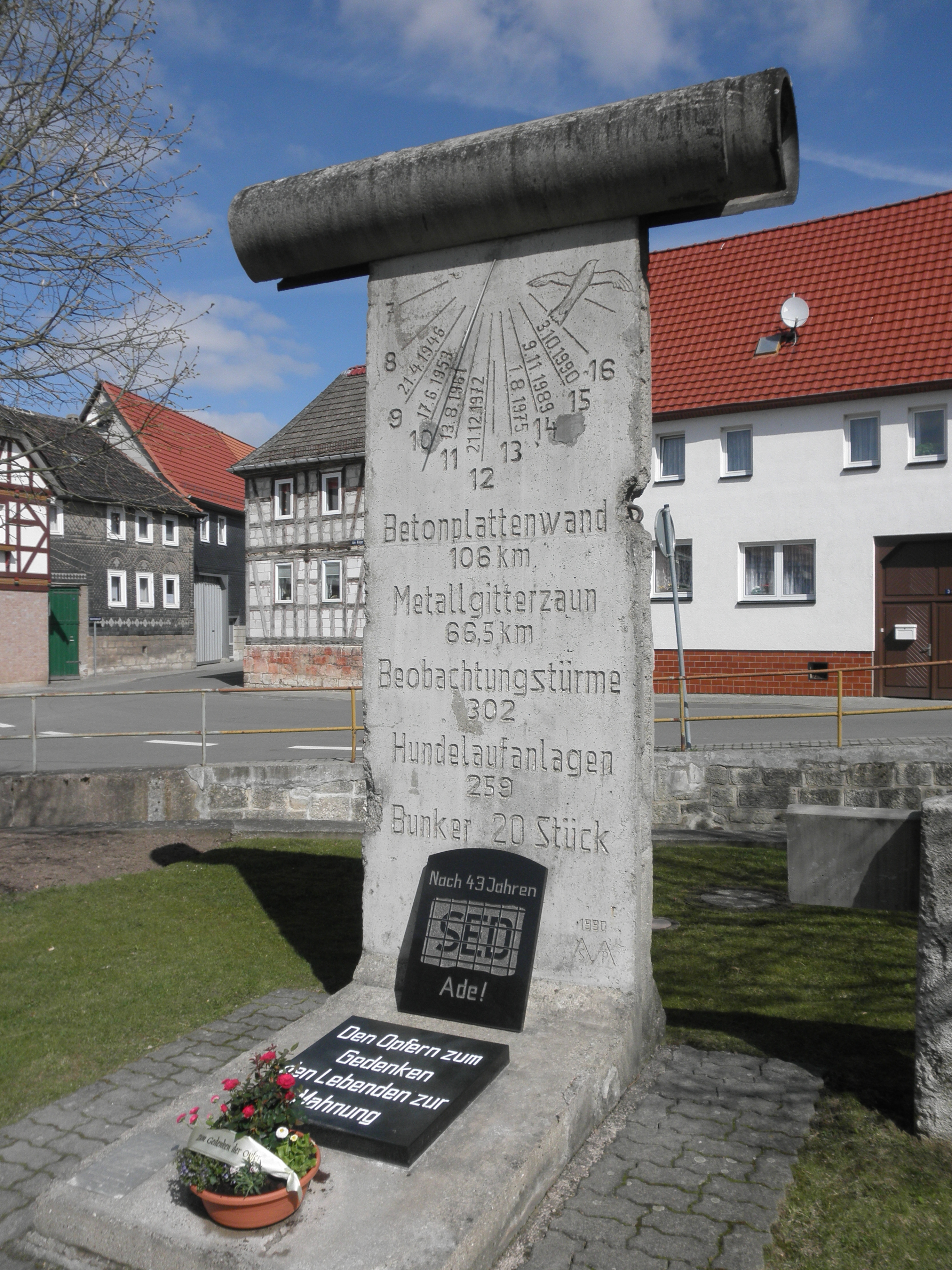